# 小米洛斯拉夫·梅奇日
米洛斯拉夫·梅奇日（Miloslav Mečíř, Jr.，1988年1月20日—）是一位斯洛伐克職業網球運動員。
他的父親米洛斯拉夫·梅奇日是一位網球運動員，並且是1988年漢城奧運會網球項目單打金牌得主。

## 外部連結
- 小米洛斯拉夫·梅奇日（英文/西班牙文）的官方資料
- 小米洛斯拉夫·梅奇日的國際網球總會 職業／青少年 官方資料（英文）
- 小米洛斯拉夫·梅奇日的官方資料（英文）